# ماجرای عینک طلایی
ماجرای عینک طلایی (انگلیسی: The Adventure of the Golden Pince-Nez) یکی از ۵۶ داستان کوتاه شرلوک هولمز نوشته سر آرتور کانن دویل است. این داستان یکی از ۱۳ داستان مجموعه بازگشت شرلوک هلمز است.